# Crash (informatica)
Il termine crash (in inglese incidente) nel gergo informatico indica il blocco o la terminazione improvvisa, non richiesta e inaspettata di un programma in esecuzione (sistema operativo o applicazione), oppure il blocco completo dell'intero computer. La parola è un prestito dalla lingua inglese, nella quale ha il significato principale di grave incidente, collisione.

## Descrizione

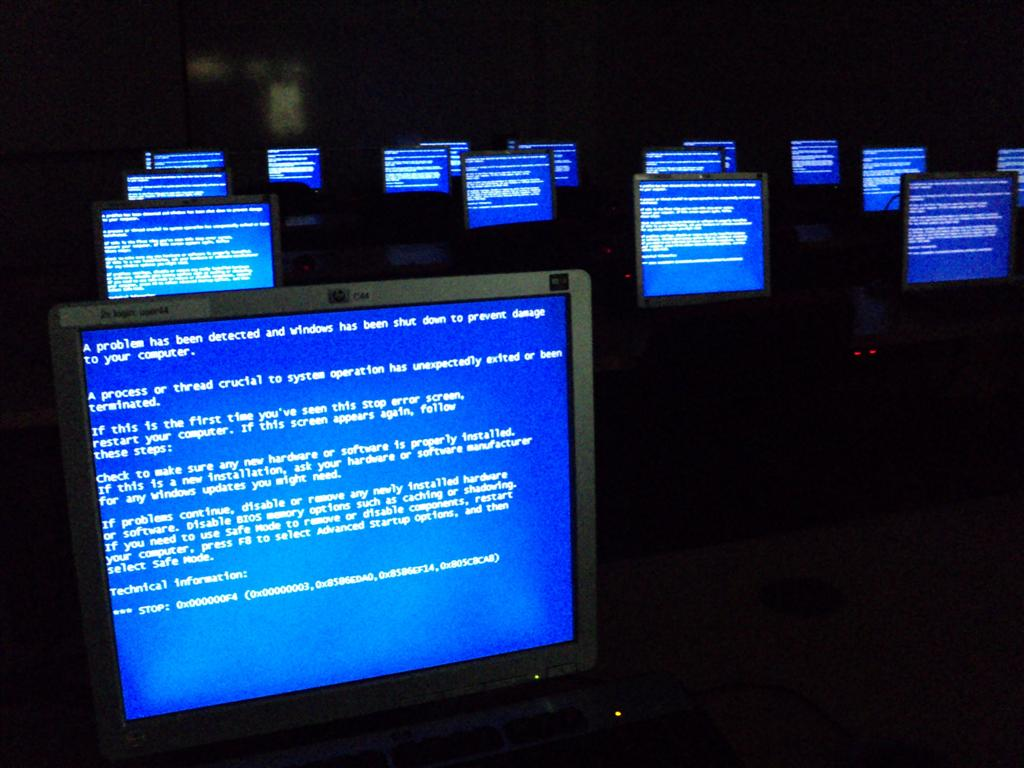
Blue Screen of Death in Windows

Schermata di Kernel panic in Linux

Guru meditation in Amiga OS

Tipicamente il crash avviene a causa di errori di progettazione o programmazione presenti nel software, oppure per un malfunzionamento dell'hardware che lo esegue (ad es. dovuto a eccessivo surriscaldamento). I crash sono una delle caratteristiche dell'instabilità dei sistemi.
In presenza di determinate caratteristiche dell'hardware e del sistema operativo, quest'ultimo rimane protetto dall'eventuale malfunzionamento di un programma, e i programmi in esecuzione concorrente sono protetti gli uni dagli altri, così che quello vittima del crash può essere terminato ed eventualmente riavviato senza compromettere il funzionamento di tutto il sistema. In mancanza di tali caratteristiche il malfunzionamento di un programma può compromettere o bloccare il funzionamento del sistema operativo costringendo al riavvio dell'intera macchina, così come può accadere se il crash è causato da errori nel sistema operativo stesso o da malfunzionamento dell'hardware. Quando il crash è talmente grave che il riavvio o terminazione del sistema sono autonomi (cioè non eseguiti dall'utente) si parla di crash down.
A parte i bug software o i malfunzionamenti hardware, un certo numero di crash è casuale, ovvero dovuto a cause accidentali ed estemporanee e non ripetitivo.
Il blocco grafico della sola schermata utente di un'applicazione o del sistema operativo, ma con il relativo processo ancora regolarmente in esecuzione, è solitamente denominato freeze (lett. "congelato"); riguarda solamente la sezione video ed è una particolare tipologia meno grave di crash.

### Ambiti
I sistemi operativi dei personal computer moderni sono in grado di funzionare in modo continuo per mesi prima di cominciare ad andare incontro a questi problemi, pur dovendosi adattare a un'eterogenea varietà di hardware e software di qualità variabile. Su sistemi più costosi e controllati, dove un singolo produttore ha il controllo di tutte le componenti impiegate (per esempio i cosiddetti mainframe) e dove l'hardware è progettato per assicurare elevata affidabilità, i crash sono una rarità e non è insolito trovare mainframe che funzionano ininterrottamente per anni.

### Particolarità nei diversi sistemi operativi
Nei sistemi Macintosh si tende ad utilizzare il termine bomba al posto di crash, poiché quando si verifica un tale malfunzionamento del computer compare sullo schermo un messaggio di errore riportante l'immagine di una bomba. In ambiente Windows invece un crash grave nel sistema operativo o in un software eseguito a basso livello fa comparire la cosiddetta Blue Screen of Death (schermata blu della morte).
Nei vecchi sistemi AmigaOS veniva usato il termine Guru Meditation, che era il nome del messaggio di errore costituito da un rettangolo rosso che appariva in cima ad una schermata nera in caso di problemi del genere.